# Scotoleon deflexus
Scotoleon deflexus is een insect uit de familie van de mierenleeuwen (Myrmeleontidae), die tot de orde netvleugeligen (Neuroptera) behoort. 
Scotoleon deflexus is voor het eerst wetenschappelijk beschreven door Adams in 1957.